# 宇都宮ライトレールHU300形電車
宇都宮ライトレールHU300形電車（うつのみやライトレールHU300がたでんしゃ）は、宇都宮ライトレールが2023年に導入した超低床電車（LRV）である。愛称は「ライトライン」（LIGHTLINE）。

## 概要
2023年（令和5年）8月の宇都宮芳賀ライトレール線の開業時に導入された車両である。
形式名「HU300形」のうち「H」は芳賀 (Haga) 、「U」は宇都宮 (Utsunomiya) 、「300」は3車体連接であることに由来する。また「ライトライン」の愛称は公募により決定されたもので、「ライト」は「LIGHT」に宇都宮の別称「雷都」を掛けている。「ライン」との組み合わせにより、「（未来への）光の道筋」というメッセージも込められている。
2024年（令和6年）には鉄道友の会よりローレル賞を受賞した。

### 導入までの経緯
宇都宮ライトレールは全国初の全線新設型LRTであり、すべて同一の車両を導入するとされた。その後、2017年3月21日に行われた「芳賀・宇都宮基幹公共交通検討委員会」までに次のような仕様案が定められた。
| 項目           | 項目           | 基本仕様（案）                                                 | 設定理由・備考 |
| -------------- | -------------- | -------------------------------------------------------------- | --- |
| 軌間           | 軌間           | 1,067 mm                                                       | 将来的な既存鉄道への乗り入れを考慮                                                                                          |
| 電圧           | 電圧           | 直流750 V                                                      | 直流600 Vより電気的損失等が少なく有利であるため。                                                                           |
| 定員           | 定員           | 155人程度                                                      | 輸送需要への対応 |
| 寸法           | 車両長         | 30 m以内                                                       | 軌道法（軌道運転規則）により併用軌道では列車の長さが30 mに制限されるため。 ただし、車両長は拡張性を有することを求めている。 |
| 寸法           | 車両幅         | 2,650 mm以下                                                   | 車内空間を広く確保し、より多くの輸送力を確保するため                                                                        |
| 寸法           | 車両高         | 3,625 mm以下                                                   | JR宇都宮駅西側への延伸を考慮                                                                                                |
| 軸重           | 軸重           | 10.5 t以下                                                     | 峰町立体など既存施設活用のため                                                                                              |
| 最小曲線半径   | 最小曲線半径   | 25 m以下                                                       | |
| 最小縦曲線半径 | 最小縦曲線半径 | 900 ｍｍ以下                                                   | 急勾配区間の存在 |
| 最急勾配       | 最急勾配       | 67 ‰以上                                                       | 空車車両を牽引・推進可 |
| 運転最高速度   | 運転最高速度   | 70 km/h以上                                                    | 将来的な速度向上を目指すため                                                                                                |
| 起動加速度     | 起動加速度     | 3.5 km/h/s程度                                                 | 衝突事故の防止、速達性の向上                                                                                                |
| 常用減速度     | 常用減速度     | 4.4 km/h/s程度                                                 | 衝突事故の防止、速達性の向上                                                                                                |
| 非常用減速度   | 非常用減速度   | 5.0 km/h/s以上                                                 | 衝突事故の防止、速達性の向上                                                                                                |
| その他         | その他         | ワンマン運転対応（ICカード主体）、全扉での乗降・運賃収受に対応 | ワンマン運転対応（ICカード主体）、全扉での乗降・運賃収受に対応                                                              |
| その他         | その他         | 電磁吸着ブレーキを搭載、保安ブレーキ搭載                       | |
| その他         | その他         | ATS設置可能                                                    | |
| その他         | その他         | 制限速度の超過を防止する機能                                   | |

また、峰町立体、かしの森公園付近などに急勾配の線形が存在するため、高い登坂性能を有する車両、路面電車文化が無い地域への初めての導入であるため、安全設備を備えた安全性の高い車両、峰町立体など既存施設を有効活用するため、既存施設の耐荷重に対応する車両、通勤通学利用が9割でピーク時に利用が集中するため、高い輸送力を有する車両、新しい運賃収受方法の採用が想定されるため、芳賀・宇都宮LRTの運賃収受方法に対応した車両であることも求められた。

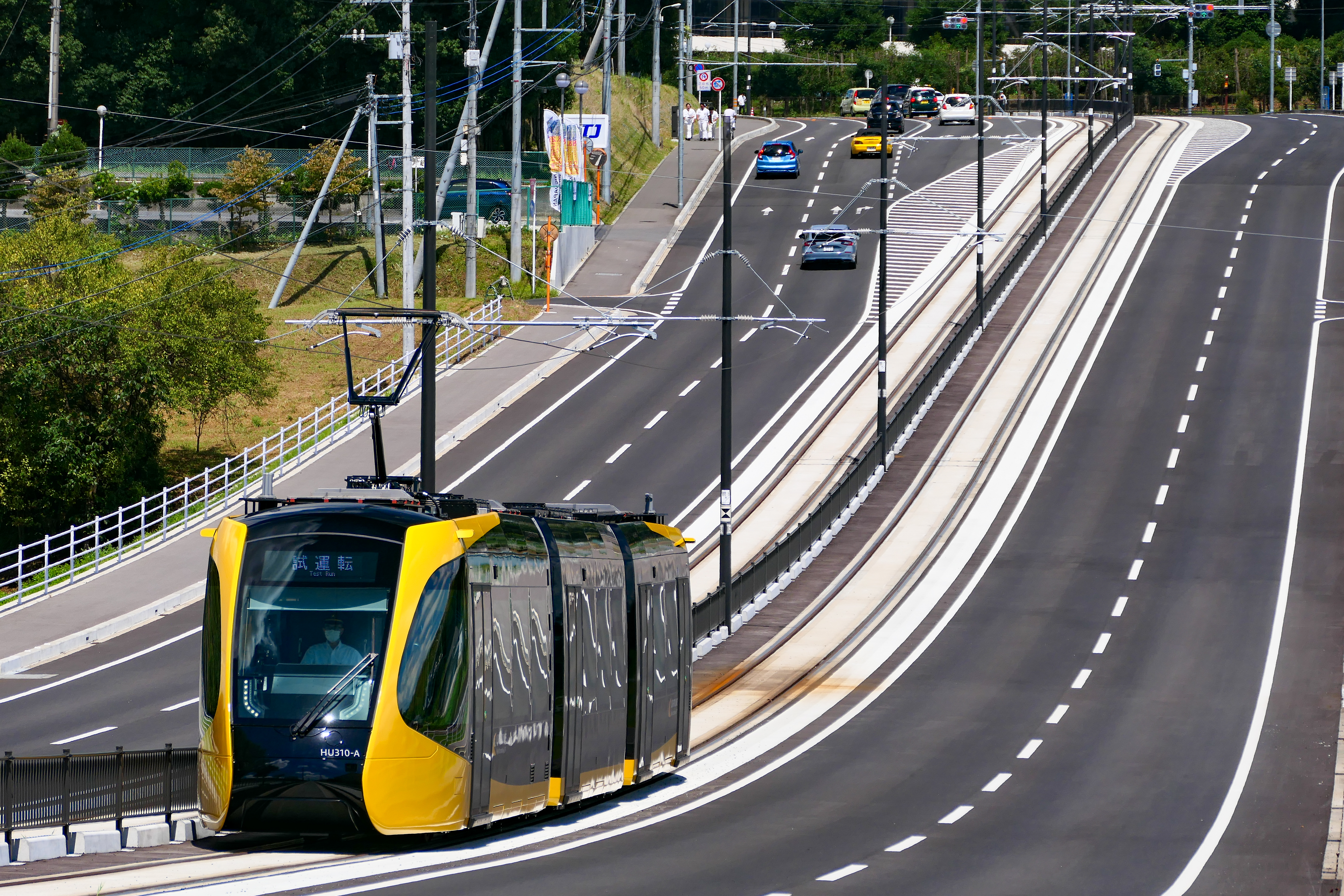
急勾配区間を通過するHU300形

### 納入までの経過
2017年11月から2018年2月にかけて行われた公募型プロポーザルの結果、新潟トランシスと車両設計・製造の契約を締結した。2018年5月から6月にかけて行われたアンケートにて、車両デザイン（後述）が決定した。

愛称のロゴ

2020年12月から2021年1月にかけて車両愛称を「ミライド」「ライトライン」「ウィライト」「ミライトラン」の4種から選択するアンケートを行い、総投票数40,668票のうち19,840票（48.8％）を占めた「ライトライン (LIGHTLINE) 」に決定した。

### 車両の納入
2021年5月27日、宇都宮市内の車両基地へ第一編成（HU301）が納入された。新潟トランシスの工場から陸送されたのち、5月31日に車両公開が行われた
。

### 製造費用
当初は17編成で59億円を見込んでいたが、その後車両仕様の変更によって14億円増加し、最終的には73億円（1編成当たり約4億3000万円）となった。
なお、車両法定検査時の予備車両や増発用の車両確保を目的とし、2026年（令和8年）までに2編成をさらに増備する予定であったが、1編成当たりの費用が7億5000万円（2編成で約15億円）まで高騰する見通しが立ったことから、2024年（令和6年）12月に宇都宮市は増備計画を撤回し、代わりとして約11億円かけて2編成分に相当する台車6台を購入する方針を明らかにしている。台車の追加により車両の検査期間を従来の約2カ月から約1カ月半に効率化できることが判明し、車両追加に匹敵する既存車両の効果的な運用が見込まれるとしている。

## 構造
車両構造はブレーメン形で、インチェントロのデザインに準ずる。車体は福井鉄道F1000形電車をベースとした3両3台車で、100 %超低床車両である。編成長は、軌道法の上限である30 mに近づけた29.52 mで、車体幅は2,650 mm、車体高は3,625 mmとなっており、路面電車車両としては最大級の大きさである。なお、構造上では車両の増結も想定した設計となっているが、先述した軌道法に抵触するため開業時点においては増結する計画は存在しない。また、フロントガラス下には非常用の連結器が格納されている。

形式名は、宇都宮駅東口方からHU300-A（先頭車）、HU300-C（中間車）、HU300-B（後尾車）の順となっている。

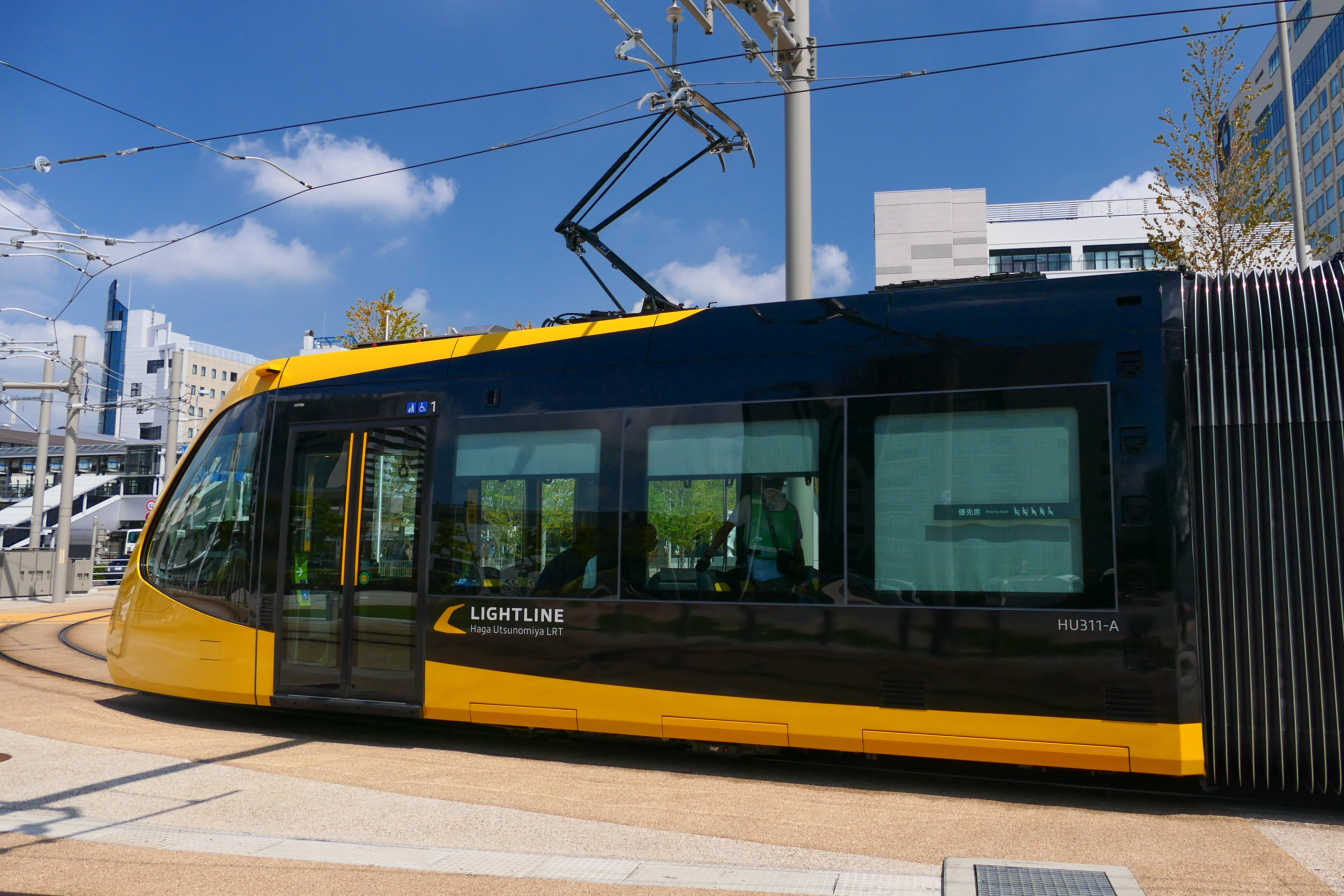
HU300-A形（先頭車）
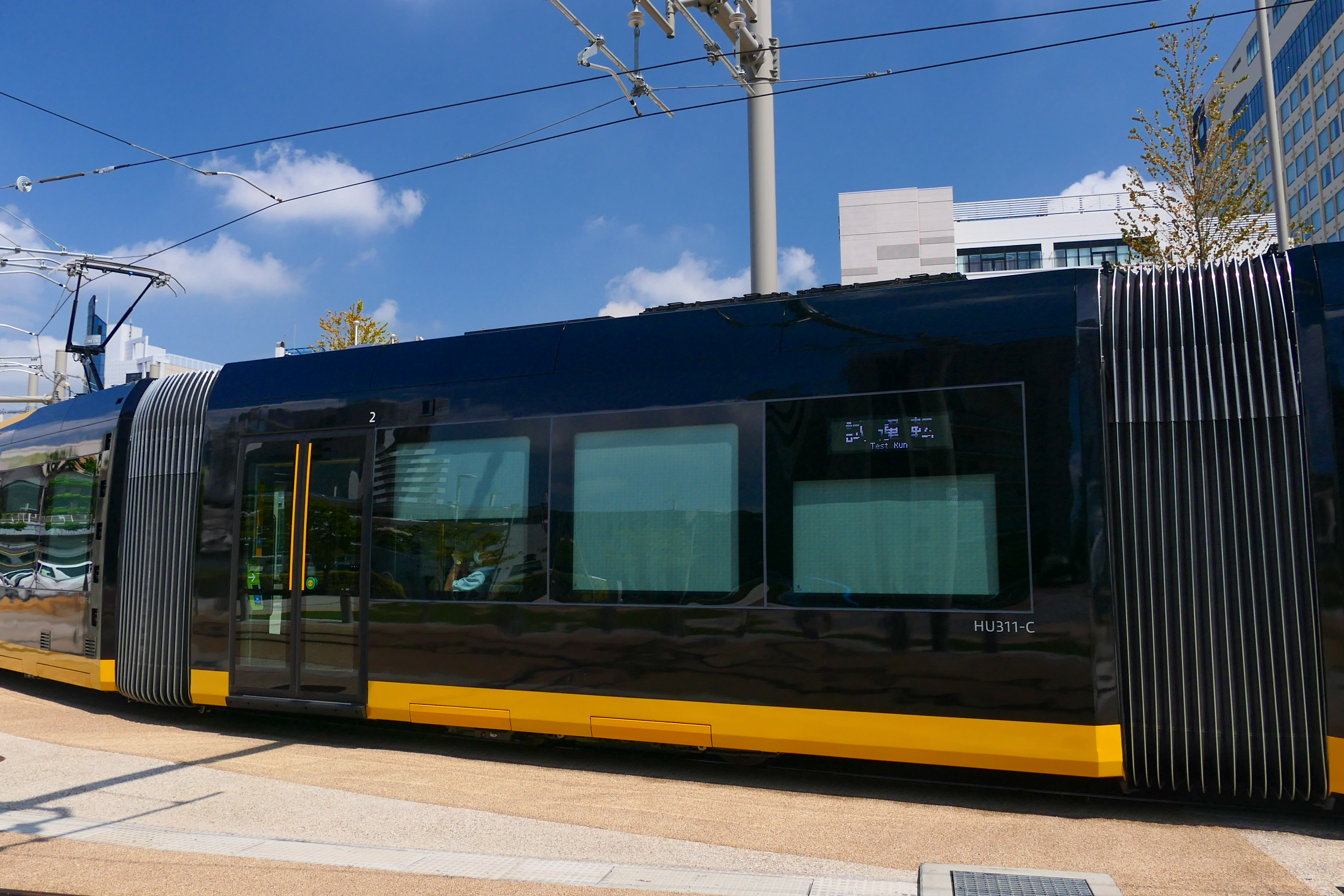
HU300-C形（中間車）
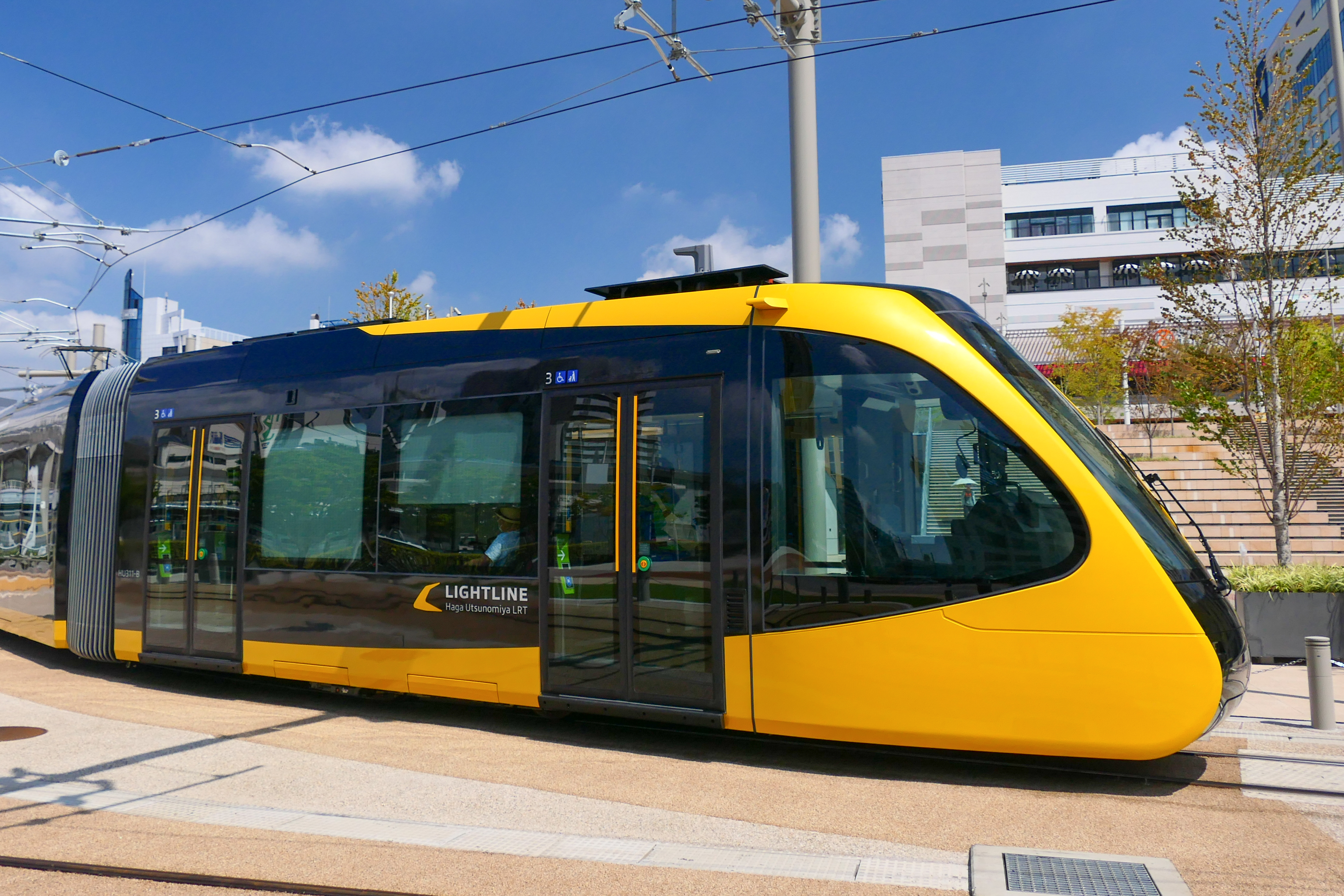
HU300-B形（後尾車）
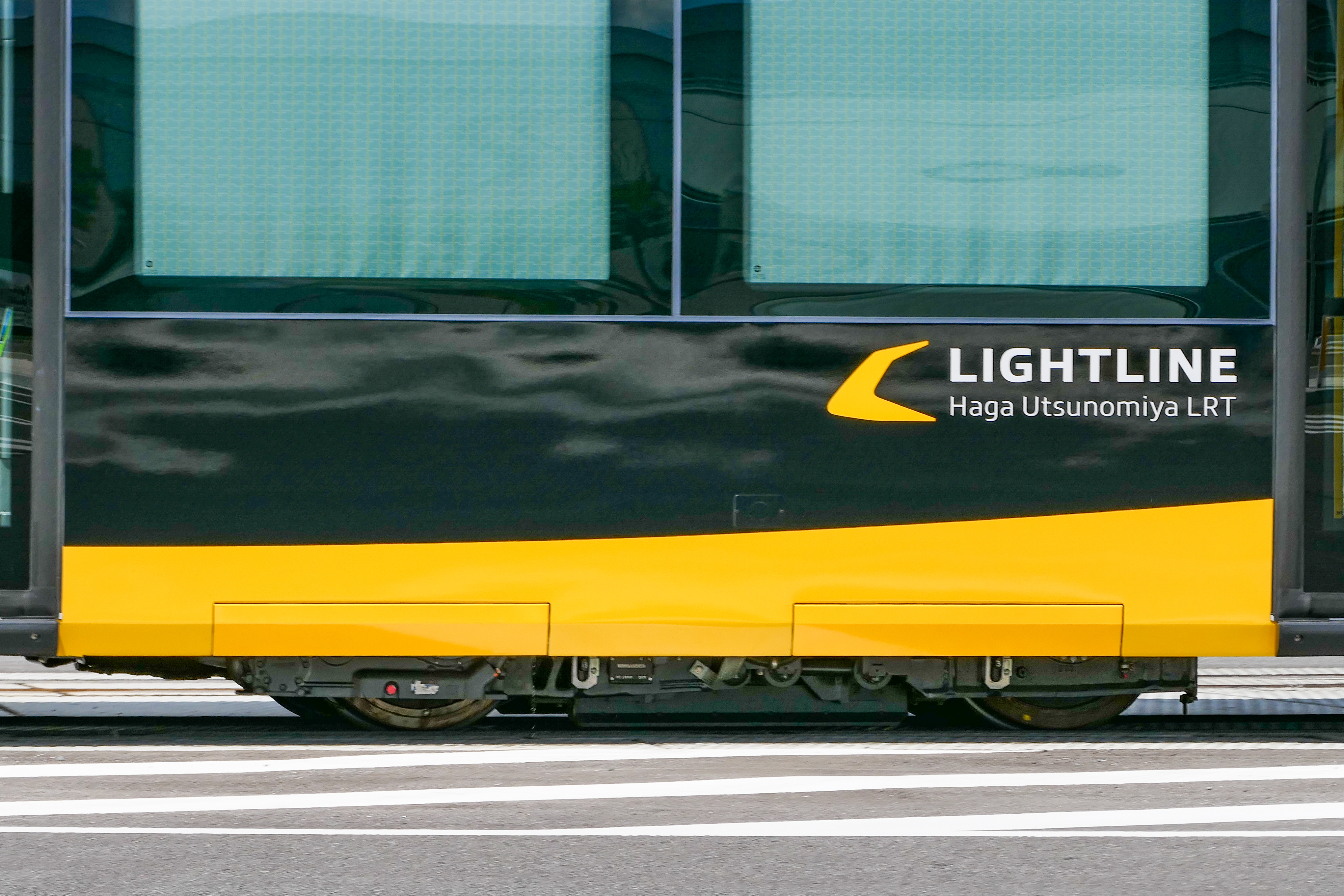
台車
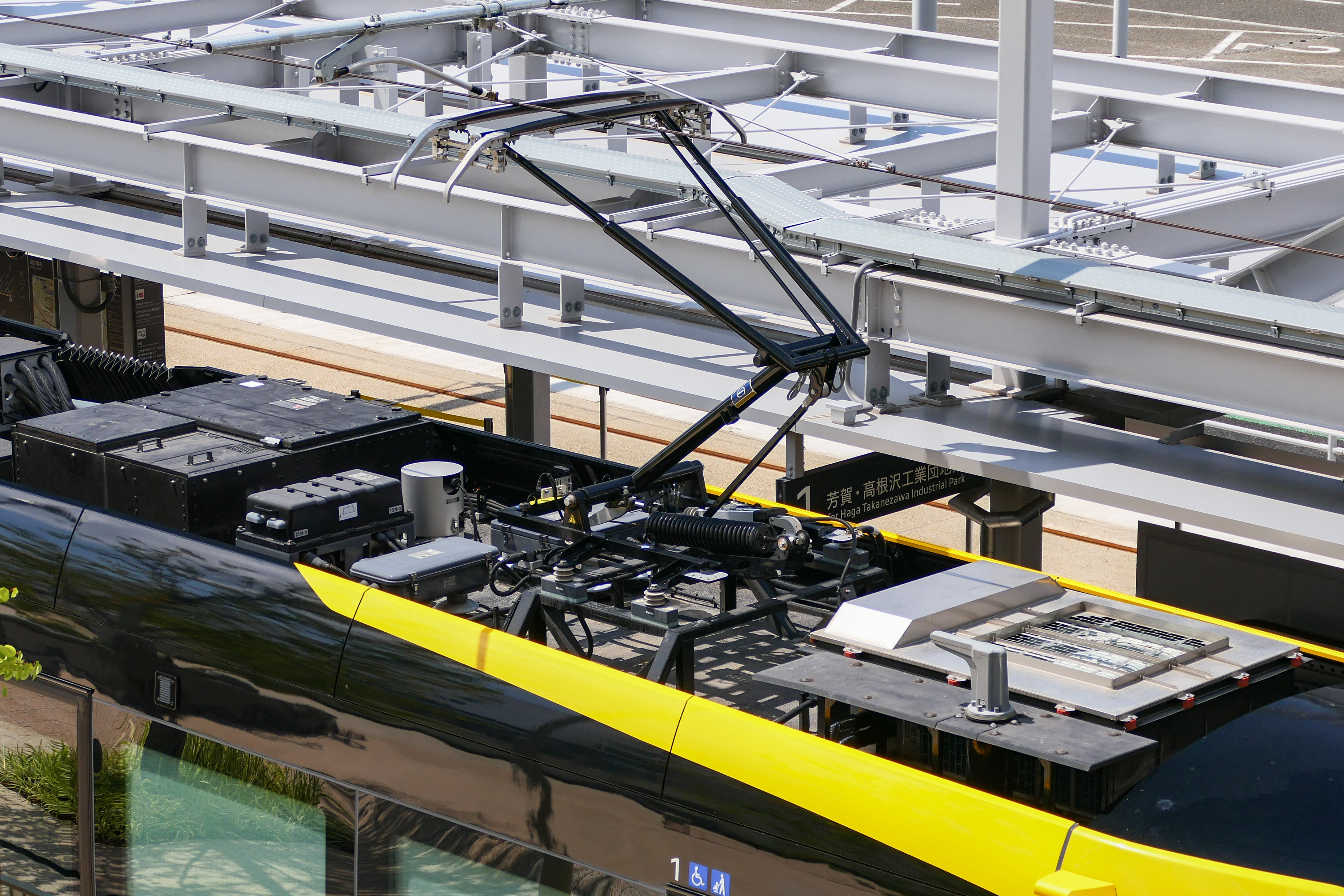
HU300-A形の屋根上
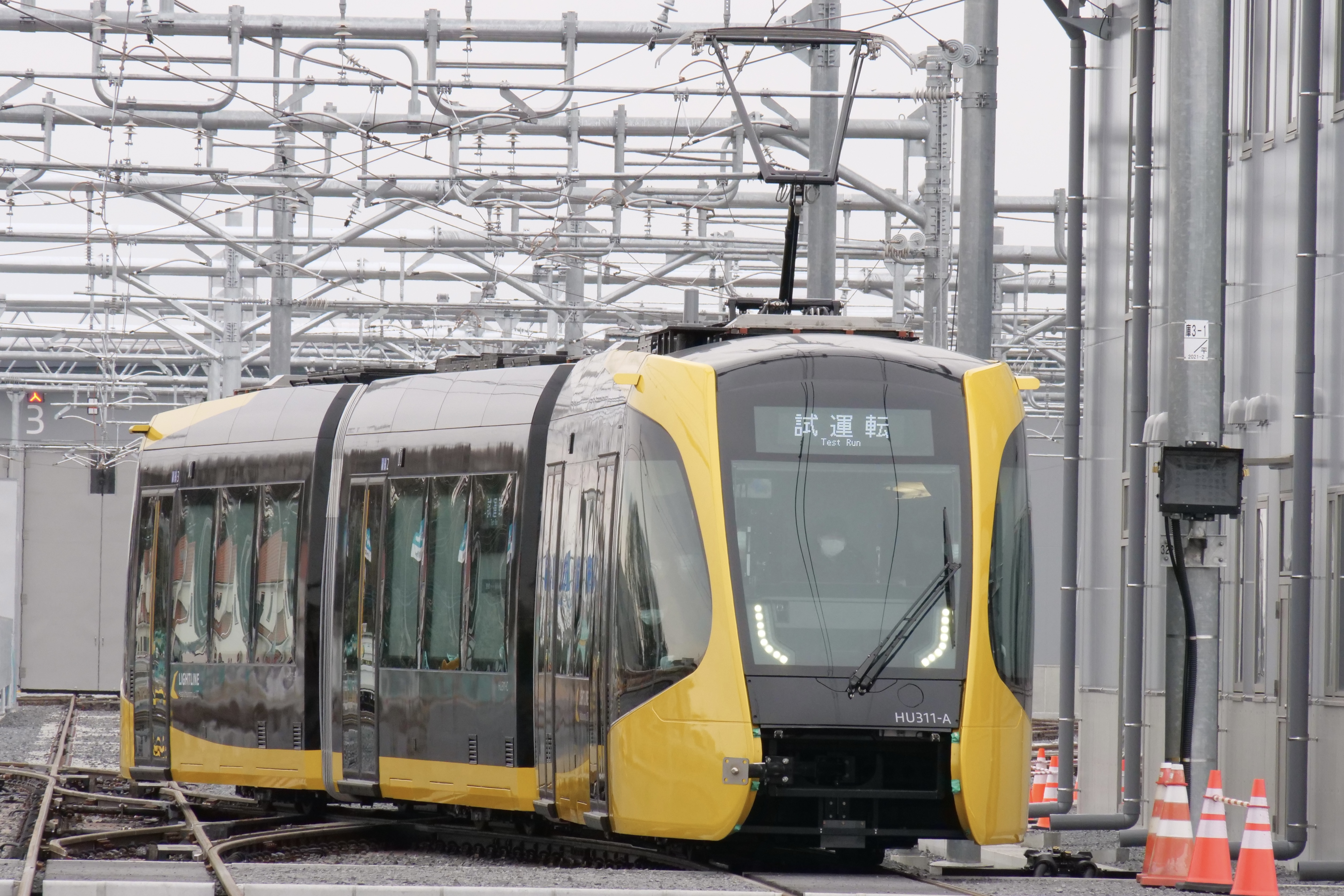
非常用連結器を展開した状態

### デザイン
車両デザイン基本方針は「芳賀・宇都宮の顔となり、『雷都を未来へ』を具現化するデザイン」とし、導入する17編成は全て同一の外観とした。外装色は、トータルデザイン「雷都を未来へ 〜LRTによる未来のモビリティ都市の創造〜」のテーマに沿ったシンボルカラー「黄色」と、黄色を引き立たせるサブカラーの「ダークグレー」を組み合わせたデザインとされた。車体形状には「独自性」「雷の光（稲妻）」「先進性」を踏まえた流線型を採用し、国内他都市にないデザインを目指した。
これらを踏まえ、デザインが3案作成された。
| デザイン案                                                                                         | コンセプト                                                                                       | 配色 | 形状特徴 | 得票数           |
| -------------------------------------------------------------------------------------------------- | ------------------------------------------------------------------------------------------------ | --- | --- | ---------------- |
| A案 流れるような先頭のかたち L字型の特徴的な⾊使いによる「未来の都市に合う洗練された⾞両デザイン」 | 流れるような前頭形状と、L字型の特徴的な⾊使いによる未来の都市に合う洗練されたデザイン            | 先頭部を強調する⻩⾊いL字状のカラーリングによって、「雷光（稲妻）の⼒」を表現し、 芳賀・宇都宮の⾵景を牽引する「先進性」を表現                                              | ⾞両前⾯に、⼤きなガラスを⽤いることで、流れるような前頭形状を表現。また、側⾯から先頭につながるダイナミックなラインを、ピラー（前頭部の柱）にもつなげることにより、鏃（やじり）のシャープなイメージを表現 | 7,449票 （採用） |
| B案 コンパクトな先頭のかたち スピード感のある⾊使いによる「未来を拓く躍動的な⾞両デザイン」        | 多⾓形状にそぎ落としたコンパクトな前頭形状、スピード感ある⾊使いによる未来を拓く躍動的なデザイン | 前頭部から斜めに伸びる⻩⾊によって、雷光の広がりを表現。⾞体下部に⻩⾊のラインを通すとともに、未来に向かって突き進む姿を表現                                                | 側⾯から先頭につながるダイナミックなラインを、先頭上下部のカット造形に絡めることで、ダイナミックで動きのある形状とし、他都市の路⾯電⾞にはない斬新で独⾃性のある形状を創出                                 | 6,350票          |
| C案 シンプルな先頭のかたち ⽔平基調の⾊使いによる「スマートな公共交通に適した⾞両デザイン」        | ⽔平基調の⾊使いによるスマートな公共交通に適したデザイン                                         | 光を受ける⾞両肩の部位に、⻩⾊を配⾊することで、シンボルカラーの印象を強く表現 また、⽔平基調のカラーリングによって⽔平移動する都市の装置、公共交通としてのスマートさを表現 | 基本的な形状は、前頭形状を含めてオーソドックスな造形としながら、⽔平／垂直基調の建築的構成のグラフィックとして、普遍的なイメージを創出                                                                     | 3,005票          |

2018年（平成30年）5月20日から6月16日まで宇都宮市民や芳賀町民を対象にしたアンケートを実施し、最も得票数が多かったA案に決定した。

### 車内
編成の定員は160人であり、そのうち座席は50席である。一般座席がボックスシート、優先席がロングシートのセミクロスシートとなっている。シートピッチは450 mm。座席は鉄道・バス車両の大手座席メーカーである天龍工業製のものを納入した。また、全車両にフリースペース（1号車・3号車は運転席の後ろ、2号車は1号車寄りのドアの前）を設けている。
ブラインドは宇都宮で作られる伝統工芸品「宮染め」をイメージしている。照明は間接照明で、天井や運転席裏、ドア上に液晶ディスプレイを設置している。
運転台後方の運賃箱の他に、全てのドアに交通系ICカードの読み取りリーダーが設置されている。ドア横には開閉ボタンを設置しており、半自動の設定にできる。
車内ではフリーWi-Fiが提供されている。

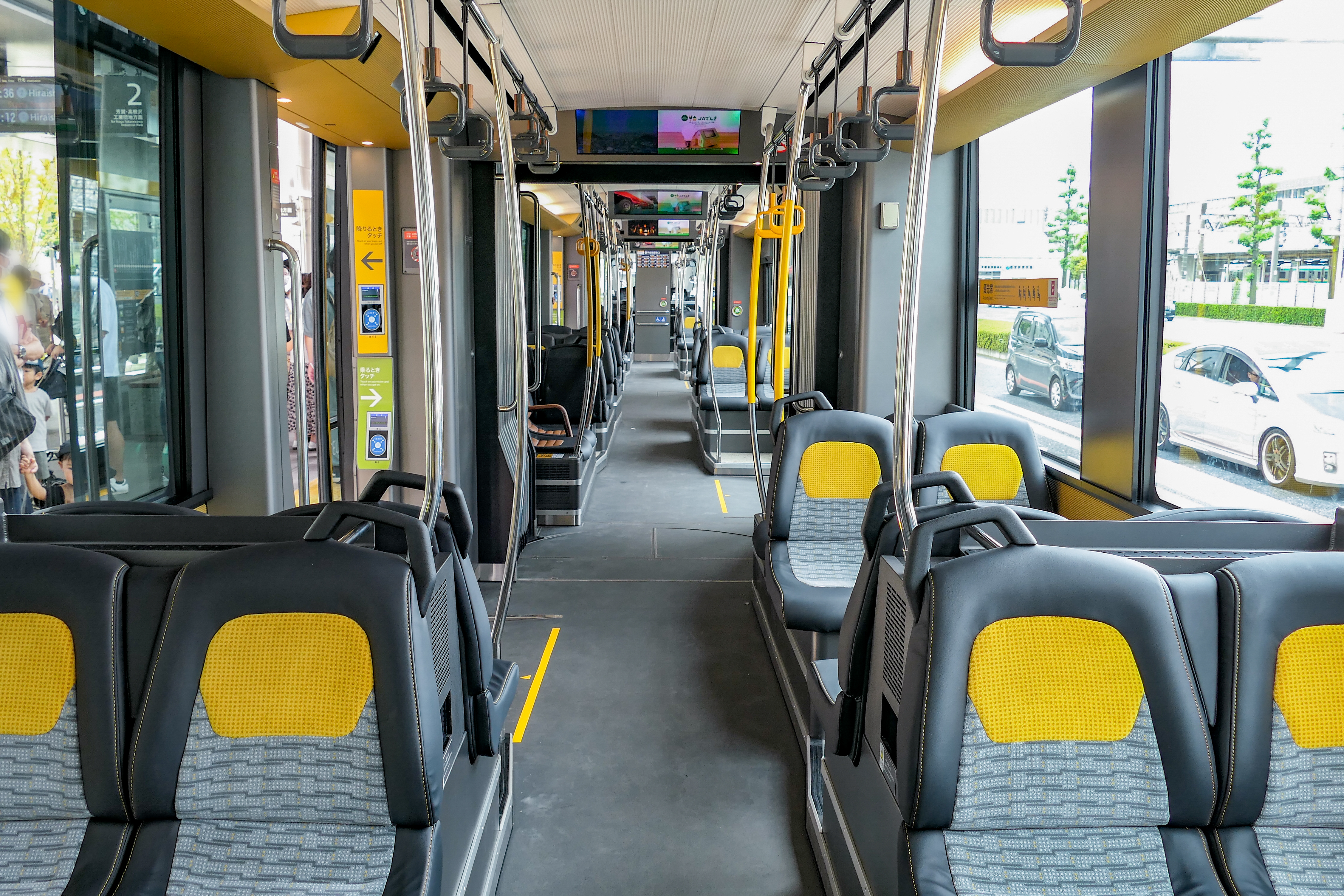
車内
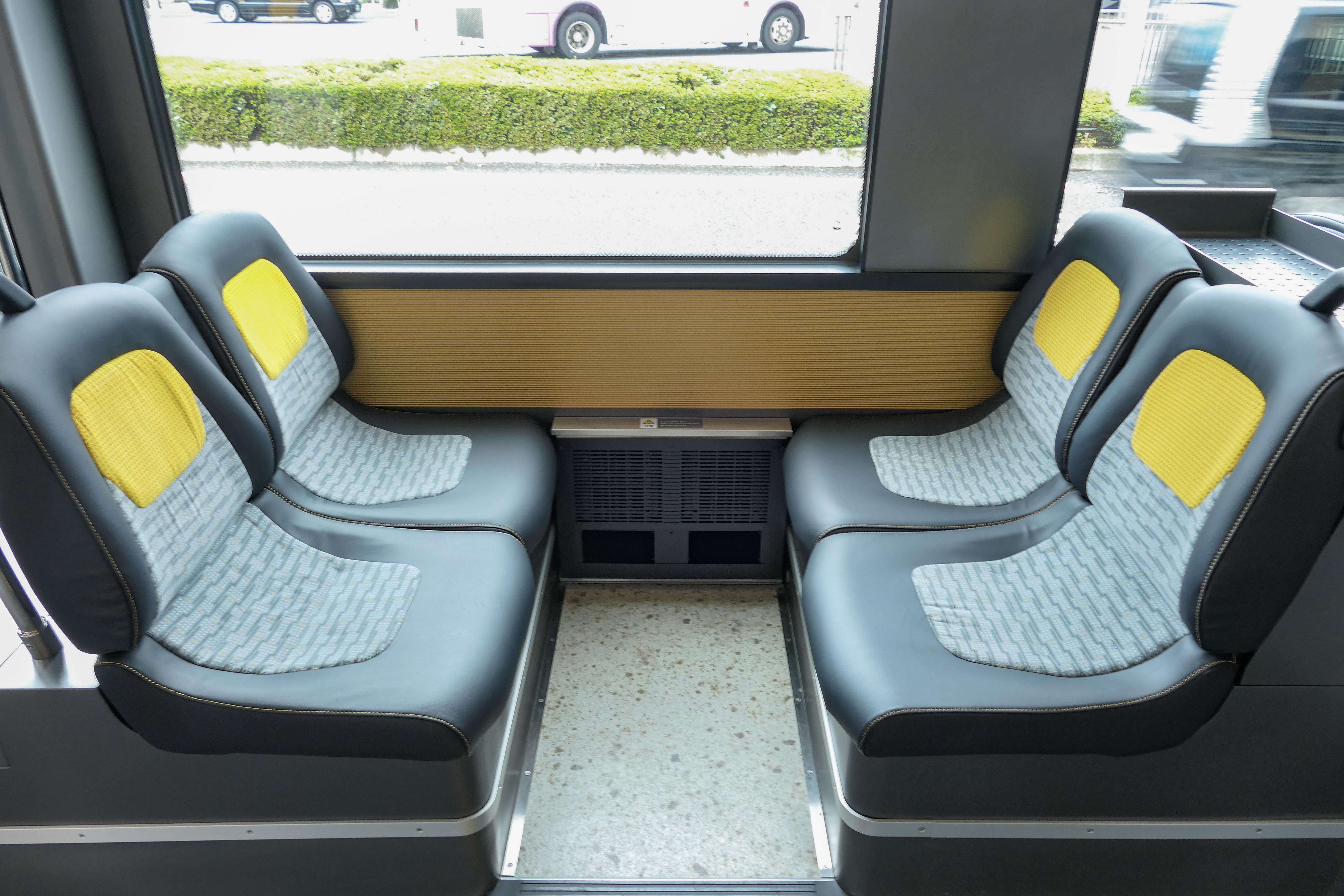
一般座席（ボックスシート）
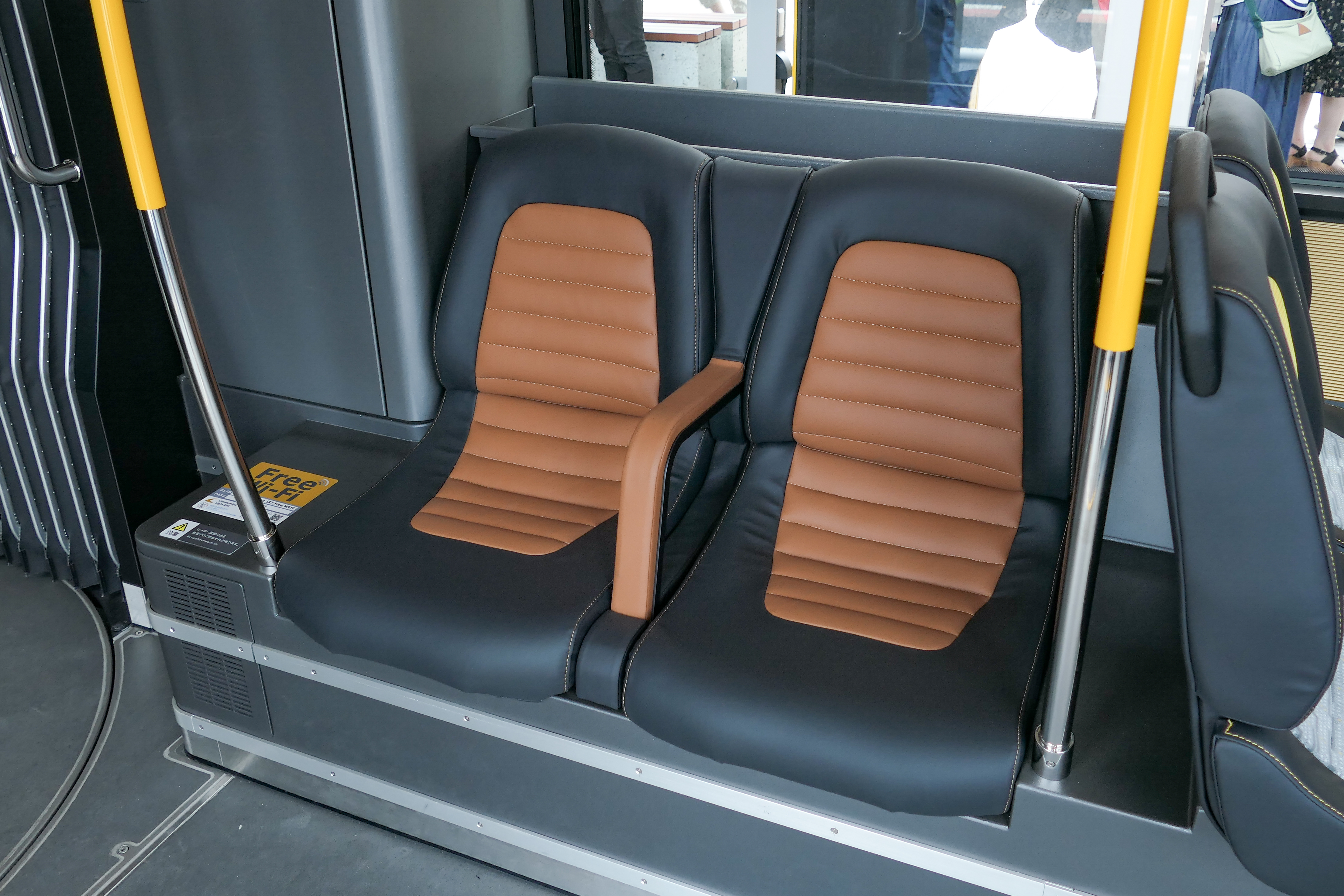
優先席（ロングシート）
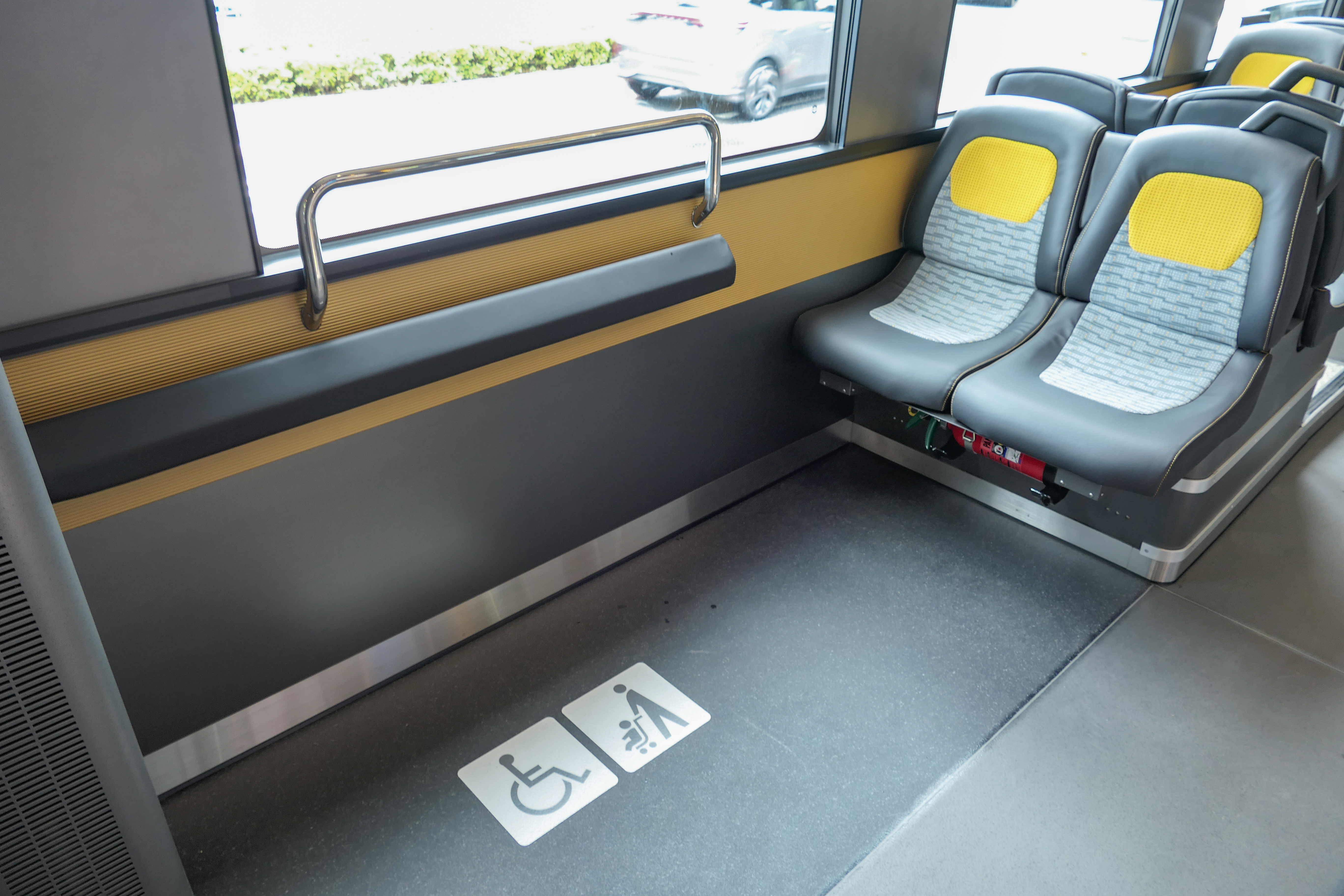
車椅子スペース
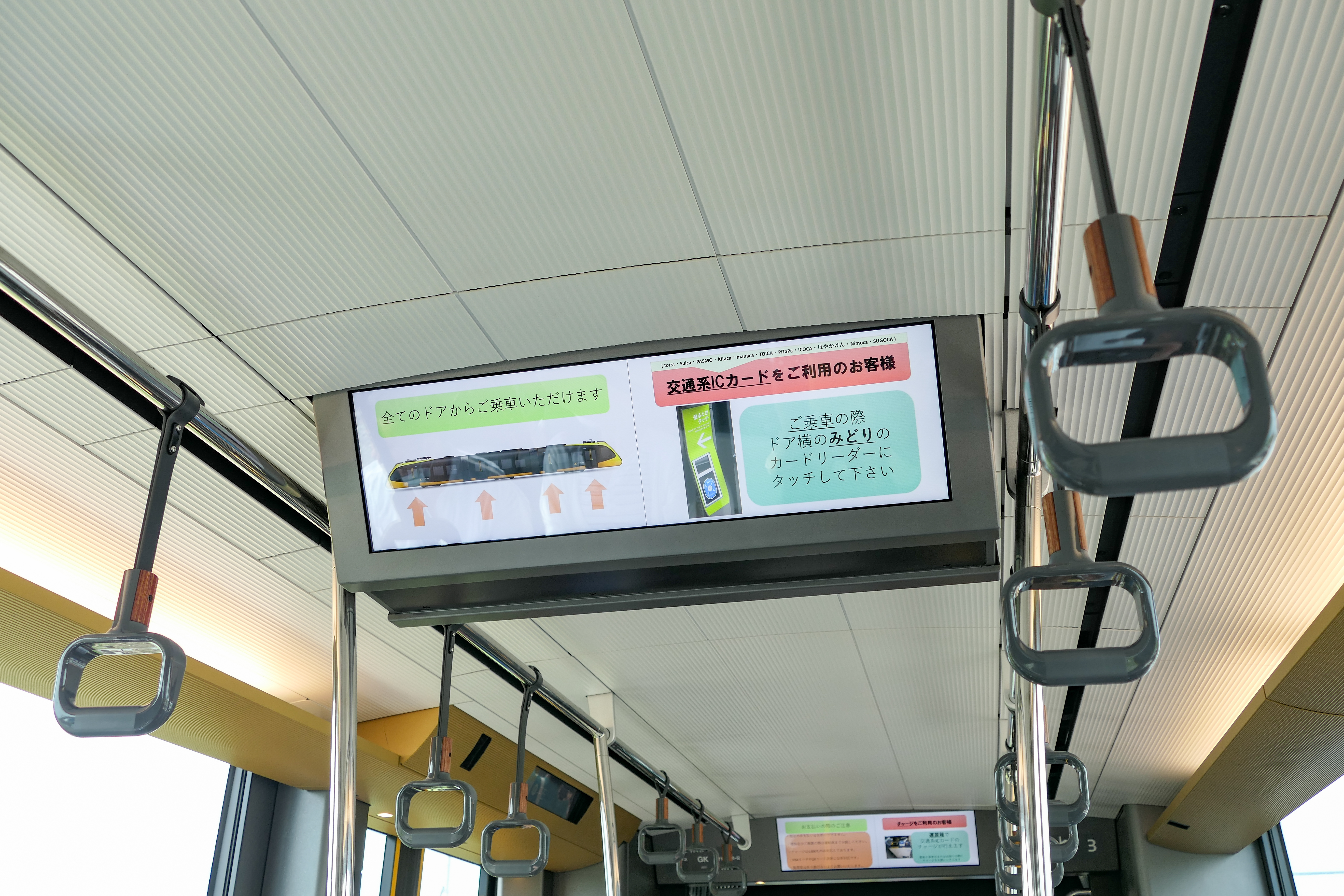
天井部の液晶ディスプレイと吊革
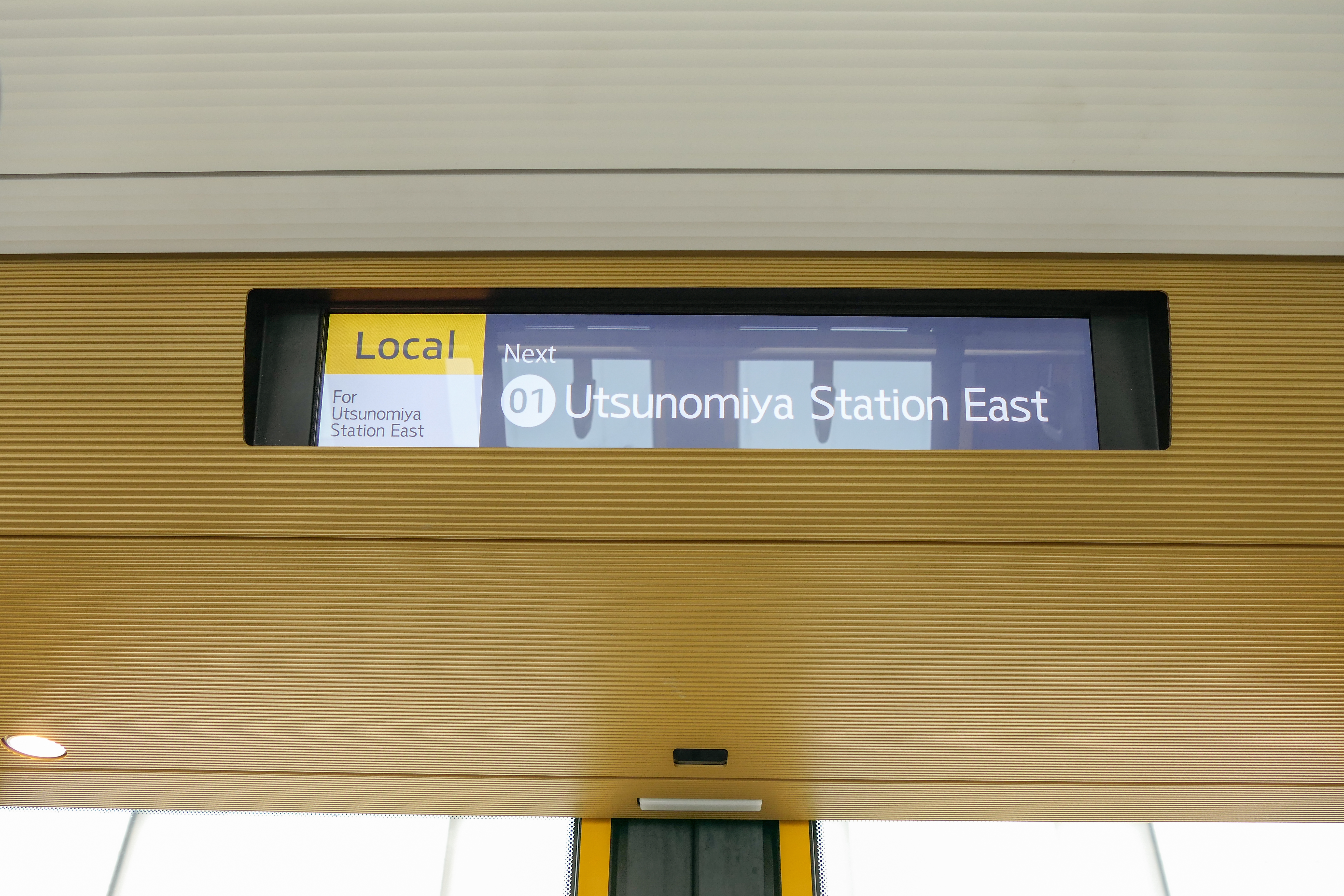
扉上部の液晶ディスプレイ
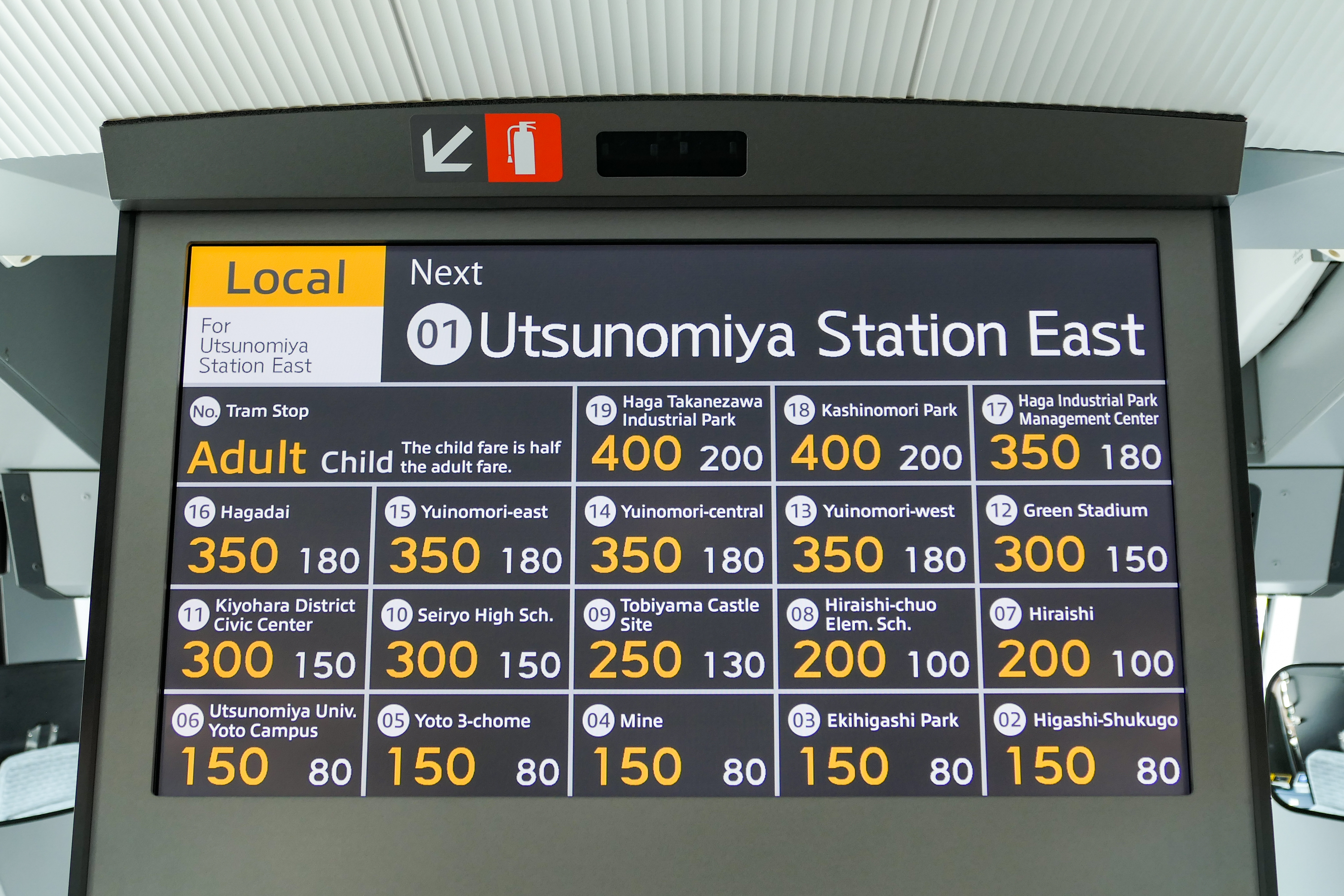
運転席後部の液晶ディスプレイ
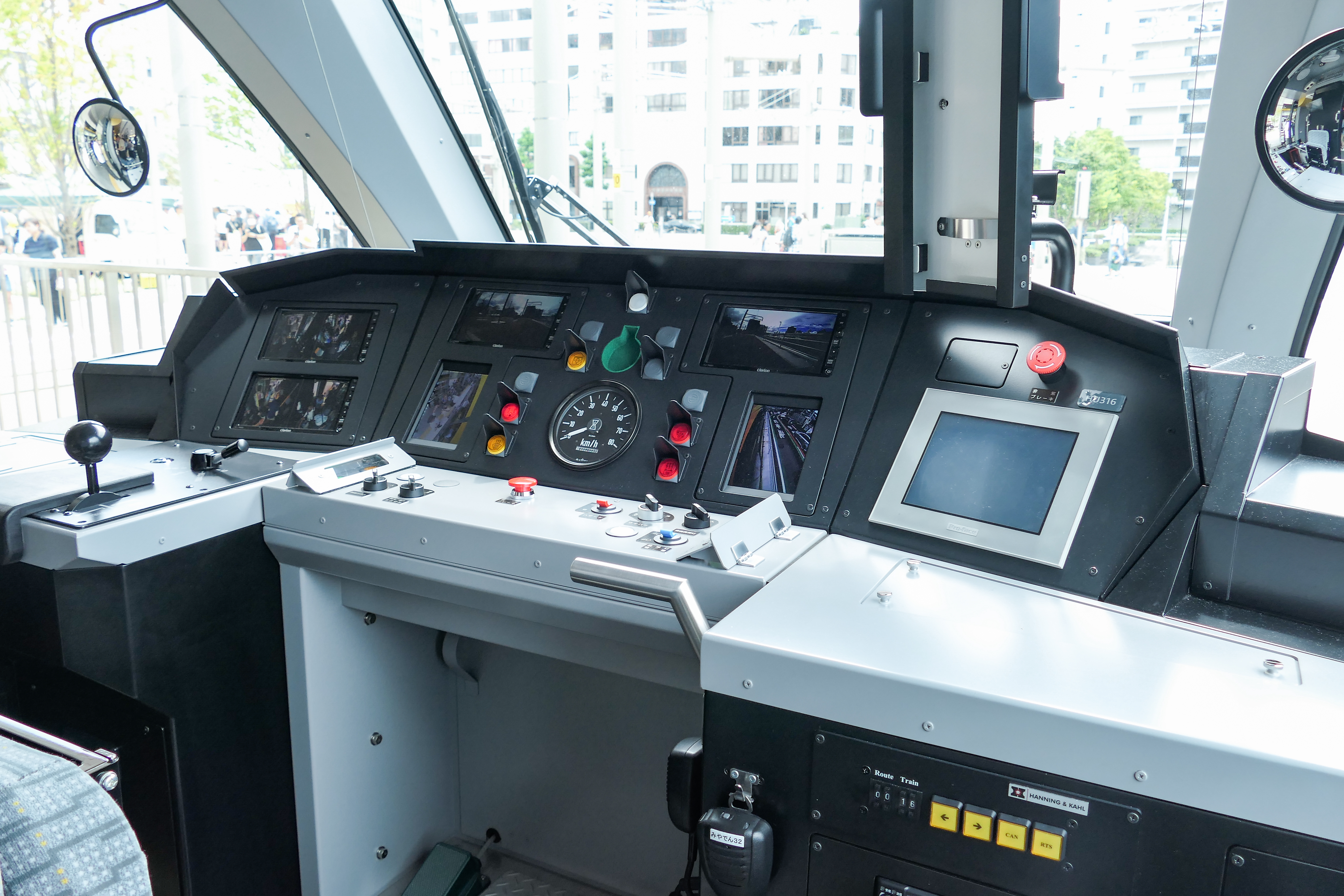
運転席

#### チャイム・メロディ
沿線の情景をモチーフとした計9種類の車内チャイム・車載メロディとミュージックホーンを搭載している。すべてスイッチの制作で、作曲は福嶋尚哉が手掛けた。
- 「雲雀」・「銀杏」・「欅」・「皐月」・「梨」[注釈 1]：車内チャイム[28]
- 「Light Summer（らいさま）」[注釈 2]：ミュージックホーン[28]
- 「美雷と」：宇都宮駅東口停留場・平石停留場・グリーンスタジアム前停留場専用発車メロディ（始発列車のみ） [28][29]
- 「黄柳」：芳賀・高根沢工業団地停留場専用発車メロディ[28][29]
- 「Yellow Brick Road」・「フリージア」：車内メロディ[28]

### 編成表
|          | ← 宇都宮駅東口芳賀・高根沢工業団地 → |         |         |
|          | ＜                                   |         |         |
| 形式     | HU300-A                              | HU300-C | HU300-B |
| 搭載機器 | VVVF                                 | VVVF    |         |

- ＜：シングルアームパンタグラフ
- VVVF：VVVFインバータ装置

## 運用
2023年（令和5年）8月現在、宇都宮市下平出町の平石車両基地に17編成が配属されている。
2021年（令和3年）5月以降、1か月に1 - 3編成のペースで導入が進められ、2022年（令和4年）6月28日の第17編成（HU317）の導入をもって先行開業区間向けの車両が出揃った。
試運転は同年11月17日より行われ、翌2023年（令和5年）8月26日の宇都宮芳賀ライトレール線開業と同時に運用を開始している。

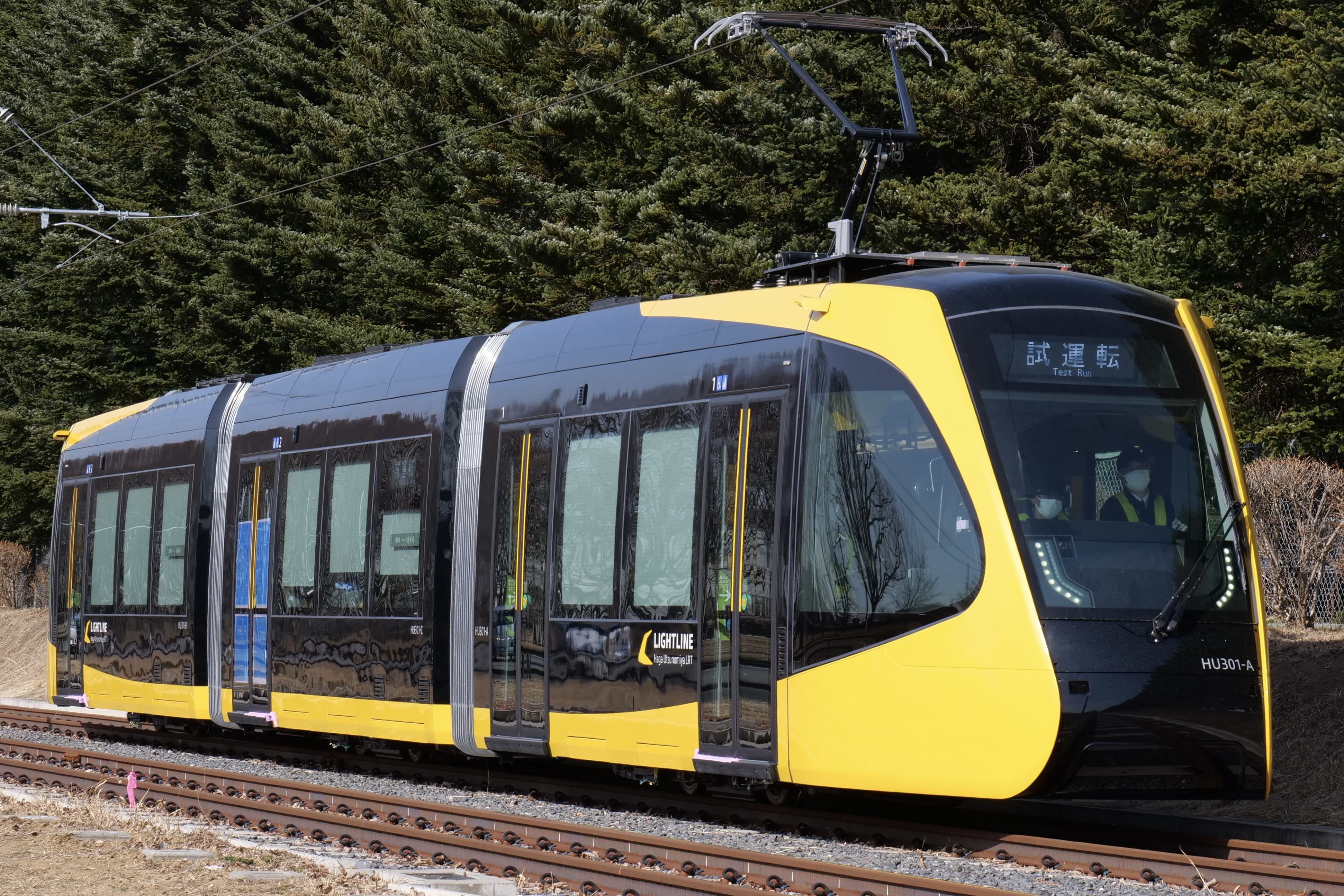
試験走行中のHU301編成（2023年3月、グリーンスタジアム前 - 清原地区市民センター前間）

## ラッピング車両
全17編成中、最大で8編成が車体にラッピングフィルムを貼り付けたラッピング車両として運用される。うち4編成は運営主体の宇都宮ライトレール株式会社の広告媒体として、残りの4編成が宇都宮市と芳賀町によって沿線のPRに活用される予定である。
本形式のラッピング車両第一号は、2023年（令和5年）11月16日より運行を開始したHU306編成で、宇都宮市の企画による、プロバスケットリーグチーム「宇都宮ブレックス」のラッピングを施した「宇都宮ブレックスオリジナルライトライン」となった。

## 事故
開業前の2022年（令和4年）11月19日0時30分頃、宇都宮駅東口停留所付近で試運転を行っていたHU306編成が、カーブを曲がりきれずに進行左側に脱線、さらに、軌道と駅前広場を隔てる車止めや地上変圧器、車両の一部も破損した。当時、車内には15人の関係者が、周囲には別の関係者と多くの鉄道ファンが集まっていたが、いずれにも負傷者は無かった。その後、当該車両や破損した設備は修理を行い、脱線対策が公開された。

## 車歴表
特記ない限りは2024年（令和4年）4月1日時点の情報を示す。
製造…新潟：新潟トランシス